# 天然秋田杉
天然秋田杉（てんねんあきたすぎ）とは、秋田県の天然のスギである。木曽ヒノキ、青森ヒバと並ぶ、日本三大美林のひとつ。樹齢は200 - 250年である。

## 概要
天然秋田杉は、秋田杉（人工的に植栽、育成されたスギ）とは異なり、枝打ちや間伐などの世話を施さない。そのため成長の遅さから年輪の幅が狭く、結果として強度に優れている。この特性を利用し、大館市の伝統工芸品・大館曲げわっぱなど、江戸時代より工芸品や建材として用いられている。
仁別森林博物館では天然秋田杉が展示されている。江戸時代に佐竹藩は、藩の重要な財源として、秋田杉の保護と育成に努めた。秋田杉は年輪の幅が揃い、木目が細かく美しい特徴がある。また、伸縮が少ないため、狂いが小さく、耐久性に優れた性質を持っている。このため、建築材料や家具の材料など、幅広く利用されている。
男鹿半島では秋田杉を使用した丸木舟が漁労等の現場で使用されてきた。丸木舟は接合部がないため耐久性が高く、岩礁の多い場所でも使用が可能といったメリットがあったが、樹齢200年から300年の太い丸太をくり抜いて使用することもあり、1950年頃からは資源の減少により建造が困難となり姿を消していった。

## 群生地
- 秋田市仁別
- 北秋田郡上小阿仁村
- 大館市長走（矢立峠）

ほか